# 一本芒
一本芒（学名：Cladium mariscus subsp. jamaicense），又名克拉莎、一本莎，为莎草科一本芒属下华一本芒的亚种。它主要分布于美洲大陆的温带和热带地区，例如哥斯达黎加、危地马拉、洪都拉斯、墨西哥、尼加拉瓜、巴拿马、哥伦比亚、厄瓜多尔和秘鲁。